# Мандалай-Бей
Мандалай-Бей (англ. Mandalay Bay Resort and Casino) — готельно-розважальний комплекс в Лас-Вегасі, Невада, США, який був відкритий 2 березня 1999 року. У комплексі знаходяться готельні номери і казино. Також в комплексі проводилися міжнародні спортивні змагання, такі як бої професійного боксу.
П'ятизірковий готель містить 3309 номерів (18-й рядок у  списку найбільших готелів світу). Площа казино складає 12 541 м².
У безпосередній близькості від комплексу розташовані подібні заклади: Луксор Лас-Вегас і  Екскалібур, між ними здійснюється безкоштовне швидкісне сполучення.

## Історія
Mandalay Bay був побудований на колишньому місці готелю і казино Hacienda на південному кінці Лас-Вегас-Стріп. У 1995 році Circus Circus Enterprises придбав Гасієнду за 80 мільйонів доларів та сусідню ділянку площею 74 акри (30 га), безпосередньо на південь, за 73 мільйони доларів. Того червня було оголошено про плани нового курортного проєкту, попередньо відомого як Міленіум, на заміну Гасієнді.
Гасієнда закрилася 1 грудня 1996 року і була знесена напередодні Нового року. Того ж дня були оприлюднені подробиці про її заміну; курорт з тропічною тематикою, тепер відомий під робочою назвою "Проект Рай", мав приблизний бюджет від 800 мільйонів доларів до 1 мільярда доларів, а завершення будівництва очікувалося до кінця 1998 року. Цільова клієнтура була б вищого класу порівняно з попередніми курортами Circus, конкуруючи з "Міражем" та новими об'єктами, такими як венеціанські та паризькі курорти. Він планувався як частина більшого проєкту, відомого як "Майстер-план милі", комплексу, який включав би два інші нові курорти Circus, хоча вони ніколи не були реалізовані.

## Масове вбивство
У ніч на 2 жовтня 2017 року 64-річний американський мільйонер Стівен Педдок відкрив стрілянину з номера на 32-му поверсі готелю, де він проживав, по натовпу людей, що прийшли на кантрі-фестиваль Route 91 Harvest на Лас-Вегас-Стріп. В результаті загинули 59 людей і понад п'ять сотень отримали поранення.